# فیروز شیروانلو
فیروز شیروانلو (شهریور ۱۳۱۷ – ۳۰ دی ۱۳۶۷) مترجم، نویسنده و از مدیران فرهنگی دوره پهلوی دوم بود. از کارهای چشمگیر او می‌توان به تاسیس واحد سینما و مدیریت بخش انتشارات کانون پرورش فکری کودکان و نوجوانان اشاره کرد.

## زندگی
فیروز شیروانلو، شهریور ۱۳۱۷، در مشهد متولد شد. پدرش سرهنگ رضا شیروانلو، از افسران عالی‌رتبهٔ ارتش شاهنشاهی ایران و مادرش شریعه مقدم ابراهیم‌لو، زنی تحصیل‌کرده و فرهنگی بود. پدربزرگ مادری فیروز، بازرگان اهل عشق‌آباد ترکمنستان بود که در پی رخداد انقلاب اکتبر امپراتوری روسیه در ۱۹۱۷ به همراه خانواده خود به ایران کوچ کرد و در مشهد ساکن شد. فیروز خردسال بود که به‌واسطهٔ شغل نظامی پدرش، رهسپار تهران شد و به خانه‌ای در نزدیکی خیابان شاهرضا (خیابان «انقلاب اسلامی» کنونی) زندگی کردند. او تحصیل مقدماتی خود را در مدرسهٔ منوچهری تهران گذراند. بعدها برای گذران دورهٔ متوسطه راهی کالج آمریکایی تهران (دبیرستان البرز) شد. فیروز از همان کودکی به طراحی و نقاشی علاقه نشان می‌داد و به‌همین‌دلیل، هم‌زمان با تحصیلات دانشگاهی، در کلاس‌های خصوصی نقاشی زیر نظر استاد جعفر پتگر در خیابان منوچهری تهران، شرکت می‌کرد.

## مهاجرت و بازگشت
در سال ۱۳۳۷ برای ادامهٔ تحصیل در رشته کمتر شناخته شده جامعه‌شناسی هنر راهی دانشگاه لیدز در شهر لیدز در انگلستان شد. پس از دو سال به عضویت کنفدراسیون جهانی محصلین و دانشجویان ایرانی-اتحادیه ملی درآمد. فیروز شیروانلو از دانشجویان فعال فدراسیون دانشجویان مقیم انگلستان بود و در ۱۳۴۲ عضو هیئت اجراییه و دبیر اول این فدراسیون بود. او که به جبههٔ چپ گرایش یافته بود، در انگلستان با افرادی نظیر جمشید انور، محسن رضوانی و پرویز نیکخواه نزدیک شد. وی در سال ۱۳۴۴ به همراه پرویز نیکخواه برای بررسی شرایط مبارزه به ایران بازگشت. فیروز شیروانلو ابتدا مدتی را در کتابخانهٔ شرکت ملی نفت ایران کتابداری کرد تا اینکه با معرفی دوستی، راهی بزرگ‌ترین شرکت انتشاراتی آن روز ایران (مؤسسه انتشارات فرانکلین) شد. شیروانلو به‌عنوان مدیر تولید هنری این نشریه به فرانکلین پیوست. همزمان با همفکران خود به ایجاد شورش بر ضد نظام پادشاهی ایران کوشش می‌کرد.

## اتهام ترور
بامداد ۲۱ فروردین ۱۳۴۴ محمدرضا شاه از یک ترور نافرجام جان سالم به‌در برد. رضا شمس‌آبادی، سرباز وظیفه و عضو گارد جاویدان، اقدام به ترور شاه کرد. در پی این رویداد دولت وقت، در روز ۸ اردیبهشت اعلام کرد حادثهٔ ترور به شاه از سوی کمونیست‌های هوادار چین طراحی شده و از پرویز نیکخواه، احمد منصوری، احمد کامرانی، محسن رسولی، منصور پورکاشانی و فیروز شیروانلو به‌عنوان متهمان این پرونده نام برد. ارتباط ترور شاه با این جمع پس از سال‌ها هنوز در هاله‌ای از ابهام است؛ زیرا این افراد هرگز طرحی برای ترور محمدرضا شاه نداشتند. هرچند شیروانلو و دوستانش جز احمد منصوری که در دیدار با شاه بر دخالت در ماجرا تأکید و به آن افتخار کرد هرگز دخالت در ترور را نپذیرفتند، اما در اعترافاتشان به برخی تلاش‌ها برای تشکیل یک گروه مائوئیستی به‌منظور امکان‌سنجی مبارزات پارتیزانی اذعان کردند. در ۱۴ مهر ۱۳۴۴ دادستان در کیفرخواست صادره، برای چهار تن از متهمان، درخواست اعدام و برای ده نفر دیگر که فیروز شیروانلو نیز در میانشان بود درخواست سه تا ده سال زندان کرد. پس از بیست جلسه محاکمه، دادگاه در ۱۱ آبان همان سال رأی داد که دو نفر به اعدام، یک نفر به حبس ابد، نُه نفر به زندان از شش ماه تا هشت سال محکوم شدند و دو نفر از اتهامات تبرئه شدند. فیروز شیروانلو که به یک سال زندان محکوم شده بود در ۲۴ آذر ۱۳۴۴، به حکم دادگاه تجدیدنظر به پنج سال زندان محکوم شد.

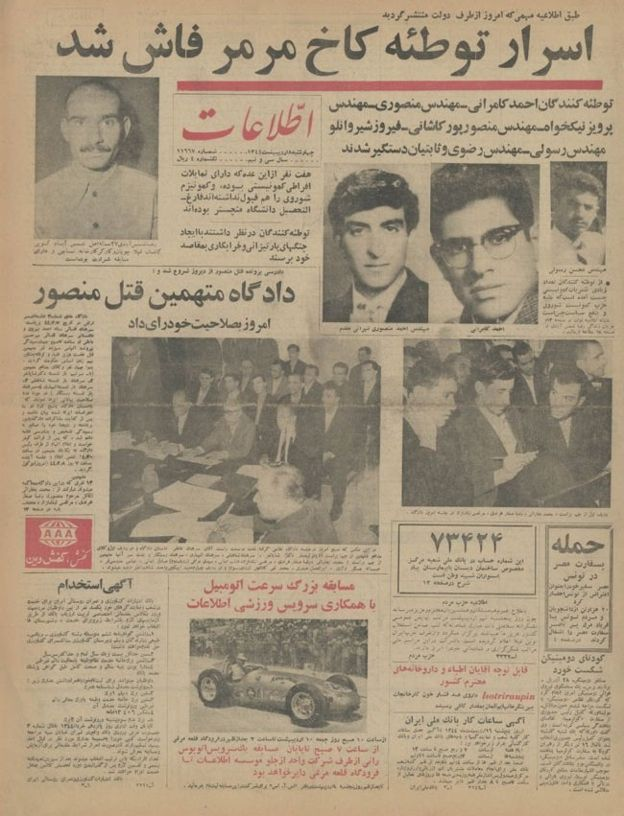
معرفی فیروز شیروانلو به همراه پرویز نیک‌خواه، احمد منصوری، احمد کامرانی، محسن رسولی و منصور پورکاشانی به عنوان متهمان ترور محمدرضا پهلوی

وی در زندان، دست‌به‌کار فرهنگی زد و یکی از کتاب‌هایی را که از انگلستان آورده بود، با نام ضرورت هنر نوشتهٔ ارنست فیشر را برگردان کرد. فیروز شیروانلو نهایتاً روز ۵ آبان ۱۳۴۵ از زندان آزاد شد.

## کار هنری

### شرکت نگاره
شیروانلو پس از ازادی از زندان، شرکتی به نام «دفتر نشر و تبلیغات نگاره» را تأسیس کرد و از تعدادی از طراحان جوان از جمله فرشید مثقالی، احمدرضا احمدی، فریده فرجام، عباس کیارستمی،امیر نادری و نیکزاد نجومی که با آن‌ها آشنایی داشت دعوت به کار کرد. در نگاره شیروانلو توانست طیف متنوعی از فعالیت‌ها شامل  گرافیک، تبلیغات، طراحی و اجرای دکوراسیون، تیتراژ فیلم، پوستر فیلم، طراحی کتاب و جلد را برای بخش خصوصی و دولتی انجام دهد. 

### کانون
آشنایی شیروانلو با کانون از سفارش تصویرسازی چند کتاب به مؤسسه نگاره آغاز شد. به‌تدریج کانون کتاب‌های بیشتری را برای کودکان و نوجوانان به چاپ رساند و تصویرگری برخی از کتاب‌ها را به شرکت نگاره و فیروز شیروانلو سپرد و پس از مدتی وی مدیر انتشارات کانون شد. استخدام نخبگان در کانون، کار شیروانلو بود. او برای پیشرفت ادبیات کودکان از کسانی چون م. آزاد، سیروس طاهباز، نادر ابراهیمی، سیاوش کسرایی، منوچهر نیستانی، و صمد بهرنگی دعوت به همکاری کرد. فیروز شیروانلو در کانون، نخست به کار انتشار کتاب‌های مصور کودکان پرداخت. سپس فکر ساختن کتابخانه‌های مدرن و مجهز کودک در مناطق محروم شهر تهران و بعد شهرستان‌ها را عملی کرد و در نهایت مرکز سینمایی کانون پرورش فکری کودکان و نوجوانان را راه اندازی نمود. با پشتیبانی شیروانلو، فیلم‌هایی چون «نان و کوچه» عباس کیارستمی و «عمو سیبیلو» بهرام بیضایی و «بَدبَده و داستان پسری که می‌پرسد» محمدرضا اصلانی ساخته شدند.

### دفتر فرح
شیروانلو پس از کانون به دفتر مخصوص شهبانو فرح پهلوی رفت و مشاور هنری این دفتر شد. تا هنگام انقلاب ۱۳۵۷ ایران سیروس طاهباز جانشین او در کانون شد. او در این دوره با توجه به جایگاه و بودجه‌ای که در اختیار داشت رویهٔ پیشین در کانون را تداوم بخشید. در شکل‌گیری موزه‌های رضا عباسی، فرش، هنرهای معاصر و آبگینه سهم عمده‌ای داشت و با برگزاری نمایشگاه‌های بسیار در حوزهٔ هنرهای تجسمی از هنر معاصر ایران حمایت شایان توجهی می‌کرد. برای پشتیبانی از هنرمندان جوان و پر کردن موزه‌های تازه، آثار آنان را خرید و آنان را به نمایشگاه‌های جهانی فرستاد که شناخته‌شده‌ترین آن، برپایی نمایشگاه هنرمندان معاصر ایرانی در شهر بال سوئیس بود. همزمان آثار هنری سرشناس جهانی برای موزه‌ها خرید. او در این مجموعه نمایشگاه‌های فراوانی را برای جوانان علاقه‌مند برگزار کرد. یکی دیگر از اقدامات ارزندهٔ شیروانلو در این دوران تأسیس فرهنگ‌سرای نیاوران بود. همچنین کافه‌تریایی را برای گردهمایی هنرمندان و روشنفکران به‌راه انداخت و کارگاه‌های فراوانی را برای نمایش و آموزش هنر برگزار کرد.

## انقلاب
با اوج‌گیری مبارزات آزادی‌خواهانه در همراهی با انقلابیون وارد عمل شد. همراه با نویسندگان و ویراستاران فرهنگسرای نیاوران، بیانیه‌ای در حمایت از معترضان منتشر کرد و نام فرهنگسرای نیاوران را به «نیما» تغییر داد. پس از انقلاب و با تعطیلی فرهنگسرا به یاری همسرش و با چند چرخ خیاطی دست به تولید پوشاک زد.

## فرهنگ واژگان
فیروز شیروانلو در سال‌های پایانی عمر تلاشش را برای تدوین فرهنگ واژگان رشته‌های فلسفه، جامعه‌شناسی و هنر آغاز کرد و برابرهای فراوانی را برای آسان‌سازی کار برگردان به مترجمان این زمینه‌ها هدیه کرد. او در سال‌ها پایانی زندگی خود، تقریباً بی‌هیچ پشتوانهٔ محکم مالی، دست به نگارش و تدوین چند فرهنگ و دانشنامه زد.

## مرگ
شیروانلو پس از دوره‌‌ی کوتاه بیماری در ۳۰ دی ۱۳۶۷ در بیمارستان ساسان در تهران از دنیا رفت.

## نوشته‌ها
برخی از نوشته‌های فیروز شیروانلو:
- ضرورت هنر در روند تکامل اجتماعی (نوشته ارنست فیشر، ۱۳۴۸)
- شناخت، تفکر و زبان در روند تکامل اجتماعی (نوشته ارنست فیشر، ۱۳۵۰)
- مبانی مقابل فرهنگ، فراغت و کارآسایی، مشارکت، تعهد و جوانان، نگاهی به نگارگری در ایران (بازیل گری، ۱۳۵۴)
- بررسی مسائل و نیازهای کودکان و نوجوانان (۱۳۵۰)
- کارآسایی در جوامع صنعتی و سنتی، گسترده و محدوده‌های جامعه‌شناسی هنر و ادبیات (مجموعه مقالات، ۱۳۵۵)
- چهارمحال و بختیاری (۱۳۵۶)
- فرشهای ترکمن (نوشته‌ی بوگولیوبف)، برگردان نازدیبا (خزیمه علم)؛ ویرایش و چاپ فیروز شیروانلو، موزه فرش ایران، ۱۳۵۶
- ابعاد هنر نگارگری در ایران؛ اوستا (۱۳۵۷)
- خاستگاه اجتماعی هنرها (مجموعه مقالات، ۱۳۵۷)
- خاستگاه زبان دری (سهیل محسن افنان)